# マルコ・ロッシ (1987年生のサッカー選手)
マルコ・ロッシ（Marco Rossi, 1987年9月30日 - ）は、イタリア・パルマ出身のサッカー選手。ポジションはディフェンダー。

## 経歴
パルマFCのユース出身。同クラブでは、ジュゼッペ・ロッシ、ダニエレ・デッセーナ、ルカ・チガリーニなど有望な若手と共にプレーしていた。その後伸び悩み、セリエB降格（2008年）など不遇の時を過ごした。
2009-10シーズンはUCサンプドリアへレンタル移籍。ルイジ・デルネーリ監督の下で主力として活躍。第14節ジェノアCFCとのデルビー・デッラ・ランテルナでは、同姓同名であるジェノアの主将マルコ・ロッシとの対戦が実現した。この試合では退場となっている。
2010-11シーズンはアンドレア・ラノッキア、レオナルド・ボヌッチの後釜として、ASバーリへレンタル移籍。この移籍には買取オプションが付いている。2011年2月3日のインテルナツィオナーレ・ミラノ戦ではクリスティアン・キヴに顔面を殴られ、3月13日のACミラン戦ではズラタン・イブラヒモヴィッチに脇腹を殴られるなど、思わぬ形でスポットライトを浴びている。
2011年6月、ACチェゼーナに移籍。同年にイタリアサッカー界を揺るがした大規模な違法賭博及び八百長スキャンダルに関与したとして、イタリアサッカー協会の懲罰委員会より2万ユーロの罰金及び1年8ヶ月の出場停止処分を受けた。これに伴い、チェゼーナとの契約も解除された。検察に対しては、複数クラブのサポーターから八百長を持ち掛けられたもののその要求には従わなかったと語っている。
出場停止明け後、ペルージャ・カルチョ、ヴァレーゼ・カルチョSSDを経て、2016年8月9日、Aリーグのウェリントン・フェニックスFCと契約を結んだことが発表された。自身初の国外でのプレーとなる。移籍初年度はレギュラーとしてリーグ戦27試合中24試合に先発出場した。翌シーズンは負傷の影響もあり後半戦では出場機会に恵まれず、シーズン終了に伴いクラブを退団した。
2018年7月、セリエCのSSローブル・シエーナに移籍した。
2019年7月6日、レッジーナ1914に移籍した。
2021年8月31日、1913セレーニョ・カルチョに移籍した。

## タイトル
ペルージャ
- レガ・プロ・プリマ・ディヴィジオーネ : 2013-14
- スーペルコッパ・ディ・レガ・ディ・プリマ・ディヴィジオーネ : 2014